# Acetylacetonát palladnatý
Acetylacetonát palladnatý je organická sloučenina se vzorcem Pd(C5H7O2)2, acetylacetonátový komplex palladia. Používá se jako prekurzor katalyzátorů v organické syntéze. Jeho molekula je téměř rovinná, s grupou symetrie D2h.